# Oleguer Miró i Borràs
Oleguer Miró i Borràs (1849-1926) fou un erudit i metge nascut a Manresa el dia 28 de setembre de 1849. Entre 1867 i 1872 cursà Medicina mentre treballava a l'Hospital de la Santa Creu de Barcelona on també va continuar de metge un cop acabada la carrera. L'any 1876 s'instal·là a Manresa i el 1878 es casà amb Antònia Camps i Comas, amb qui tingué dues filles.
Va exercir de metge titular i de societats locals, fou sots-delegat de medicina, president del Col·legi de Metges de Manresa, acadèmic de l'Acadèmia de Medicina i Cirurgia de Barcelona i també de la de Madrid. El 27 de setembre de 1898 llegia el discurs d'inauguració de la Societat Medico-Farmacèutica dels Sants Cosme i Damià. Publicà dos anys després el llibre Aforística mèdica popular catalana confrontada a la d'altres llengües. Aquesta fou l'obra cabdal d'Oleguer, un metge-escriptor que tingué una llarga activitat dins el món cultural de la Catalunya de finals del XIX i principis del XX. Val a dir que la preparació de l'aforística li portà gairebé vint-i-cinc anys de dedicació.
Visqué amb intensitat el moviment cultural i associatiu. Va ser president del Centre Excursionista de la Comarca de Bages durant els anys 1910-1913 i 1922-1923, des d'on pogué expressar i difondre les seves idees i coneixements a través del Butlletí de l'entitat. En l'àmbit social també destacà com a soci fundador de la societat Casino de Manresa l'any 1906 i també fou fundador del Museu Municipal de Manresa. Treballà de manera infatigable i constant en l'Arxiu Municipal i en les biblioteques locals.
En l'àmbit literari, va ser director de la Revista Ilustrada Jorba, des que va començar a publicar-se el mes de juliol de 1909 fins que Miró va morir l'any 1926. Tot i ser una revista de caràcter comercial, aquesta publicació contenia vuit o deu pàgines amb articles de divulgació cultural que no anaven signats, però que d'altres il·lustres manresans de l'època atribuïen a Oleguer Miró. En el seu extens llistat d'articles apareguts en diverses publicacions, no només de l'entorn manresà, trobem treballs de Miró i Borràs publicats a revistes barcelonines com La Renaixença o La Il·lustració Catalana.
Oleguer Miró també va fer alguna incursió en l'àmbit de la política i consta que l'any 1890 va ser fundador de la Lliga Regional de Manresa, una entitat adherida al partit Unió Catalanista, del qual durant una temporada va formar part del seu Consell com a delegat de l'entitat manresana que va presidir l'any 1893. L'any 1892 una comissió de la Lliga Regionalista, dins la qual hi havia Miró i Borràs, va ser l'encarregada dels preparatius d'un projecte polític de força transcendència: Les Bases de Manresa. Miró va presidir la segona sessió el dia 26 de març, tot i que no hi va intervenir públicament per discutir l'articulat d'aquest projecte. De fet, el seu activisme polític anava més en la línia de crear opinió a través dels mitjans escrits o a través de les seves conferències, que no pas amb la seva implicació en càrrecs o candidatures electorals.
Morí a la ciutat de Manresa el dia 3 d'abril de 1926.
En el seu honor l'any 1997 el Col·legi Oficial de Metges de Barcelona va crear el Premi d'Història de la Medicina Catalana Oleguer Miró i Borràs.

## Obra
- La Misteriosa Llum, que en testificació y evidencia del misteri de la Santíssima Trinitat, envià l'Omnipotent a la ciutat de Manresa, als 21 de febrer de 1345. Barcelona: Estampa Peninsular, 1882.
- Aforística mèdica popular catalana confrontada ab la de altres llengües. Barcelona/Manresa: Llibreria A. Verdaguer, Tipografía A. Esparbé, 1900
- Receptario de Manresa (siglo XIV), Comunicación leída en el Centro Médica-Farmacéutico de esta ciudad en 2 de Noviembre de 1899 por D. Olegario Miró y Borrás. Manresa: Imprenta el progreso, 1900
- Biografia del Dr. D. Francisco Piguillem y Verdacer introductor y apóstol de la vacuna en España y Bibliografía Española de las inoculaciones profilácticas de la viruela por Olegario Mirí y Borrás. Girona: Tipografía de Masó, 1917
- Salut i feina des dels punts de vista mèdic, social i folklòric. Conferència donada en el Centre Excursionista de Vich el dia 18 d'abril de 1920 per Oleguer Miró i Borrás soci del Centre Excursionista de Bages. Manresa: Impremta i Enquadernacions Sant Josep, 1920
- El P. Jaume Nonell. Conferència donada en el Centre Excursionista de Vich el dia 12 de novembre de 1922 per Oleguer Miró i Borrás soci del Centre Excursionista de Bages. Manresa: Impremta i Enquadernacions Sant Josep, 1923
- Mare de Déu de la Gleva. Notes referents a iconografia, bibliografia i goigs de la patrona de la Plana de Vich preses per Oleguer Miró i Borrás. Manresa: Impremta i Enquadernacions de Sant Josep, 1923
- Calendari de Catalunya corresponent a l'any de traspàs 1916 publicat per la casa Jorba en obsequi a sos clients. Manresa: Impremta y enquadernacions de Sant Josep, 1915
- El Receptari de Manresa i la mort de l'Infant En Jaume, comte d'Urgell [Nova edició a cura de Simeó Selga i Ubach]. Manresa: Bausili, 1964